# شهرستان سوبلفسکی
شهرستان سوبلفسکی (به لاتین: Sobolevsky District) یک شهرستان در روسیه است که در سرزمین کامچاتکا واقع شده‌است.